# Podklanec (gmina Sodražica)
Podklanec – wieś w Słowenii, w gminie Sodražica. W 2018 roku liczyła 99 mieszkańców.